# Srednja vrednost
Srédnja vrédnost je v matematiki vrednost, ki se nanaša na osrednjo težnjo niza podatkov. Na ta način prikazuje tipične predstavnike populacije (niza podatkov). Sredin, ki jih je mogoče izbrati kot mero srednje vrednosti, je v opisni statistiki mnogo. Najbolj poznana sredina je povprečje ali aritmetična sredina.
Obstaja pa tudi več drugih srednjih vrednosti, ki se razlikujejo glede na računski postopek, tip podatkov in namen, zaradi katerega je srednja vrednost iskana, med drugim:
- pitagorejske sredine
  - aritmetična sredina - vsota vseh meritev, razdeljena na število vseh meritev v nizu podatkov
  - geometrična sredina - n-ti koren zmnožka podatkov v nizu
  - harmonična sredina - obratna vrednost aritmetične sredine, izračunana iz recipročnih vrednosti podatkov v nizu
  - aritmetično-geometrična sredina - kombinacija aritmetične in geometrične sredine
- mediana - srednja vrednost, ki število podatkov v nizu razdeli na dva enaka dela
- modus - najbolj pogosta vrednost v nizu podatkov
- obtežena (ponderirana) sredina - srednja vrednost, katere izračun vključuje različno vrednotenje posameznih elementov v nizu podatkov
- kvadratična sredina - kvadratni koren aritmetične sredine kvadratov podatkov v nizu
- uravnotežena sredina - aritmetična sredina niza podatkov, izračunana zatem, ko je bil določen delež najnižjih in najvišjih vrednosti v njem zavržen